# Трёхпалые дятлы
Трёхпа́лые дя́тлы (лат. Picoides) — род птиц семейства дятловых, распространённых преимущественно в Северной Америке. Два вида, трёхпалый и малый пёстрый дятлы, населяют леса Евразии, в том числе и на территории России. У большинства видов окраска чёрная с белым, у некоторых южных видов коричневая с белым. У самца имеется красная либо золотисто-жёлтая шапочка. Несмотря на название, лишь у некоторых видов развиты три пальца, два из которых направлены вперёд и один назад. У четырёхпалых дятлов два пальца обращены назад, причём при лазании по стволам деревьев один из них свободно перемещается вперёд. Питаются насекомыми.

## Систематика
В русскоязычной литературе прошлых лет перечилсялись только два вида птиц из группы Picoides, имеющих лишь по три пальца — по всей видимости, отсюда пошло русскоязычное название рода. Современные справочники выделяют от 8-и до 13-и видов из этой группы, однако их классификация в настоящее время находится в состоянии ревизии, в частности на основании результатов молекулярных исследований середины 2000-х годов. Два южноамериканских вида — пестроголовый (Veniliornis lignarius) и пестрохвостый (Veniliornis mixtus) дятлы, имеющие отличный перьевой рисунок на голове и шее, были помещены в близкий к Picoides род Veniliornis. С другой стороны, темнобровый венилиорнис (Veniliornis fumigatus), по всей видимости, на ранней стадии развития отделился от остальной группы трёхпалых дятлов. Его уникальная окраска, больше похожая на более отдалённого родственника окинавского дятла (Sapheopipo noguchii), образовалась в результате жизни в густой древесной растительности — на основании этого факта вид может быть выделен в самостоятельный монотипичный род. Евроазиатский трёхпалый дятел и его северо-американский двойник Picoides dorsalis долгое время считались конспецифичными, то есть принадлежащими к одному виду, а малый пёстрый дятел нередко помещается в группу Dendrocopos. Некоторые авторы объединяют роды Dendrocopos и Picoides, однако такая классификация не является общепризнанной.
Анализ фермента цитохром с-оксидаза мтДНК показывает, что группа Picoides состоит как минимум из трёх родов. Одна из этих групп объединяет мелкие четырёхпалые виды, а также малого пёстрого дятла; другая включает в себя более крупных птиц, в том числе темнобрового венилиорниса. Трёхпалые виды выделены в особый список, близкий к некоторым пёстрым дятлам. Все три группы имеют сходную окраску оперения, которая образовалась в результате конвергентной эволюции. Аналогичный наряд имеют некоторые дятлы и из других групп.
В состав рода включают три вида:
- Picoides arcticus — Североамериканский трёхпалый дятел
- Picoides dorsalis
- Picoides tridactylus — Трёхпалый дятел